# La casa delle mele mature
La casa delle mele mature è un film del 1971, diretto da Pino Tosini e ambientato a Reggio Emilia.

## Trama
Judy Dominici e Marisa Cosentini sono due giovani donne, già ricoverate in una clinica per malattie mentali, la prima per la sua vita sregolata mentre la seconda per un trauma subito da bambina. Dopo un breve periodo di libertà vengono nuovamente internate, ma questa volta in un orrendo manicomio in cui, anziché le cure e la comprensione di cui hanno bisogno, ricevono soltanto percosse. La vita di Judy non sembra rivelarsi fortunata, ha un fratello, uomo industriale che tiene unicamente all'onore della famiglia e al buon nome della propria ditta, che si disinteressa completamente di lei. Marisa invece è amorosamente seguita dal marito, Fulvio, che, riuscito a farla dimettere, l'affida alle cure di un valente psichiatra. Ottenuta la guarigione della moglie, Fulvio si rivolge al fratello di Judy scongiurandolo, invano, di sottrarre la sorella al triste ambiente del manicomio. Abbandonata dalla famiglia, Judy, malgrado le implorazioni di Marisa, si uccide.